# Карл (Хесен-Филипстал-Бархфелд)
Вижте пояснителната страница за други личности с името Карл.
Карл Август Филип Лудвиг фон Хесен-Филипстал-Бархфелд (на немски: Karl August Philipp Ludwig von Hessen-Philippsthal-Barchfeld; * 27 юни 1784 в Бархфелд; † 17 юли 1854 във Филипстал) е ландграф на Хесен-Филипстал-Бархфелд (1803 – 1854).
Той е син на ландграф Адолф фон Хесен-Филипстал-Бархфелд (1743 – 1803) и съпругата му принцеса Луиза фон Саксония-Майнинген (1752 – 1805), дъщеря на херцог Антон Улрих фон Саксония-Майнинген (1687 – 1763) и втората му съпруга Шарлота Амалия фон Хесен-Филипстал (1730 – 1801). По-малкият му брат е бездетния Вилхелм (1786 – 1834).
През 1803 г. Карл наследява баща си като ландграф на Хесен-Филипстал-Бархфелд. Първо е на пруска служба, след това на руска военна служба и се бие на руска страна в наполеоновите войни между другото в битката при Бородино.
След като напуска руската военна служба той става през 1836 г. генерал-лейтенант в Курфюрство Хесен. По-късно Карл живее в дворец Августенау в Херлесхаузен.

## Фамилия
Карл се жени на 19 юли 1816 г. в Йоринген за принцеса Августа Шарлота Фридерика София Амалия фон Хоенлое-Ингелфинген (* 16 ноември 1793 във Валуф; † 8 юни 1821 в дворец Августенау при Херлесхаузен), дъщеря на княз Фридрих Лудвиг фон Хоенлое-Ингелфинген-Йоринген (1746 – 1818).
Те имат две дъщери:
- Берта (1818 – 1888), омъжена на 27 юни 1839 г. в Бархфелд за княз Лудвиг фон Бентхайм-Щайнфурт (1812 – 1890)
- Емилия (1821 – 1836)

Карл се жени втори път на 10 септември 1823 г. в замък Бург-Щайнфурт за принцеса София Поликсена Каролина фон Бентхайм-Щайнфурт (* 16 януари 1794 в Бург-Щайнфурт; † 6 май 1873 в Херлесхаузен), дъщеря на княз Лудвиг фон Бентхайм-Щайнфурт (1756 – 1817) и принцеса Юлиана Вилхелмина фон Шлезвиг-Холщайн-Зондербург-Глюксбург (1754 – 1823). Те имат децата:
- Виктор (1824 – 1846)
- Александер (1826 – 1841)
- Алексис (1829 – 1905), ландграф на Хесен-Филипстал-Бархфелд, женен на 27 юни 1854 г. (развод 1861) в Кастело де Шарлотенбург за принцеса Мария Луиза Пруска (1829 – 1901), дъщеря на принц Карл Пруски (1801 – 1883)
- Вилхелм (1831 – 1890), женен I. (морганатичен брак) на 27 декември 1857 г. (развод 1872) за принцеса Мария фон Ханау (1839 – 1917), II. на 16 август 1873 г. за принцеса Юлиана фон Бентхайм-Щайнфурт (1842 – 1878), III. на 23 август 1879 г. за принцеса Аделхайд фон Бентхайм-Щайнфурт (1840 – 1880), IV. на 6 декември 1884 г. за принцеса Августа фон Шлезвиг-Холщайн-Зондербург-Глюксбург (1844 – 1932)